# 堺本線料金所
堺本線料金所（さかいほんせんりょうきんじょ）は、大阪府堺市中区深井畑山町にある阪和自動車道の本線料金所である。当料金所では入り口IC（岸和田和泉IC以南）から岸和田和泉ICまでの対距離料金と、均一区間（岸和田和泉IC-松原JCT）の料金を支払う。松原方面には美原南ICがあり、和歌山方面には堺JCTがある。元々は和歌山方面にも料金所があったが、2006年2月8日に廃止された。

2006年2月7日以前は、当所で阪和道均一区間料金の精算、岸和田本線料金所で松原方面は阪和道対距離料金の精算・和歌山方面は通行券の発券、岸和田和泉ICに料金所がなかった。

## 歴史
- 1991年12月7日 : 美原北IC-堺JCT間開通に伴い供用開始。
- 2006年2月8日 : 和歌山方面を廃止[1]。

## 料金所

### 松原・吹田方面
- ブース数：11
  - ETC専用：4
  - 一般：2
  - 閉鎖中:5

## 隣
E26 阪和自動車道
(13) 美原南IC - 堺本線TB - (14) 堺JCT - (15) 堺IC